# Karin Metze
Karin Metze (21 de agosto de 1956) es una deportista de la RDA que compitió en remo.
Participó en dos Juegos Olímpicos de Verano en los años 1976 y 1980, obteniendo dos medallas, oro en Montreal 1976 y oro en Moscú 1980. Ganó cuatro medallas en el Campeonato Mundial de Remo entre los años 1977 y 1983.

## Palmarés internacional
| Juegos Olímpicos   | Juegos Olímpicos         | Juegos Olímpicos  | Juegos Olímpicos   |
| Año                | Lugar                    | Medalla           | Prueba             |
| ------------------ | ------------------------ | ----------------- | ------------------ |
| 1976               | Montreal (Canadá)        | Medalla de oro    | Cuatro con timonel |
| 1980               | Moscú (URSS)             | Medalla de oro    | Ocho con timonel   |
| Campeonato Mundial |                          |                   |                    |
| Año                | Lugar                    | Medalla           | Prueba             |
| 1977               | Ámsterdam (Países Bajos) | Medalla de oro    | Ocho con timonel   |
| 1979               | Bled (Yugoslavia)        | Medalla de plata  | Ocho con timonel   |
| 1982               | Lucerna (Suiza)          | Medalla de bronce | Ocho con timonel   |
| 1983               | Duisburgo (RFA)          | Medalla de bronce | Ocho con timonel   |